# Scapania diplophylloides
Scapania diplophylloides là một loài rêu trong họ Scapaniaceae. Loài này được Amak. & S. Hatt. mô tả khoa học đầu tiên năm 1953.